# Bierlichtbach
Der Bierlichtbach ist ein Fließgewässer in den Gemeinden Niederau und Priestewitz im sächsischen Landkreis Meißen.

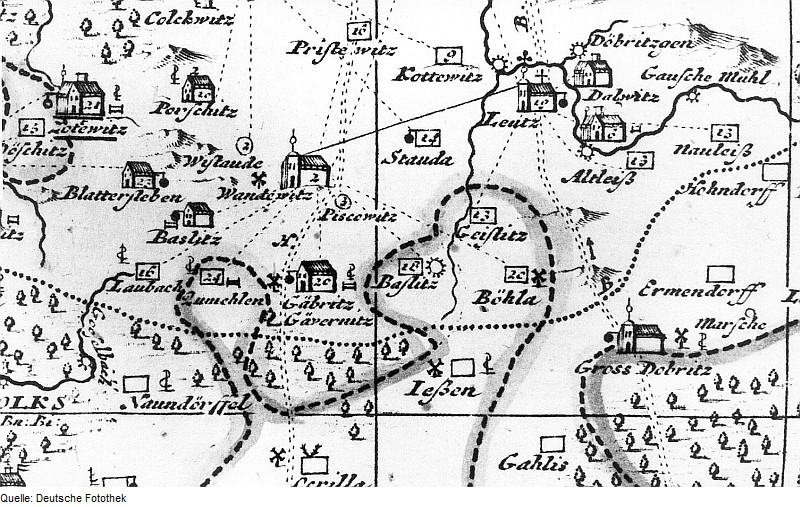
Unterlauf des Bierlichtbachs auf einer von Adam Friedrich Zürner gezeichneten Karte des Amtes Großenhain, 1711/1730

Der 4,8 km lange Zufluss des Hopfenbaches, eines Nebenflusses der  Großen Röder, hat seine Quelle an der B 101 in Ockrilla, einem Ortsteil von Niederau. Von dort fließt er in nordöstlicher Richtung durch Jessen und Böhla, dann zwischen den Priestewitzer Ortsteilen Baßlitz und Geißlitz. Er mündet nordwestlich von Lenz in den Hopfenbach.
Im Winter 2015/2016 erfolgte in Böhla eine Maßnahme zur Verbesserung des Hochwasserschutzes.